# Marko Kilpi
Marko Tapio Kilpi, född 19 maj 1969 i Rovaniemi, är en finländsk författare, polis och politiker (Samlingspartiet). Han är ledamot av Finlands riksdag sedan 2019.
Kilpi blev invald i riksdagen i riksdagsvalet 2019 med 9 208 röster från Savolax-Karelens valkrets. Han omvaldes i riksdagsvalet 2023 med 9 428 röster från Savolax-Karelens valkrets.